# サラファン

サラファンを纏った女性たち

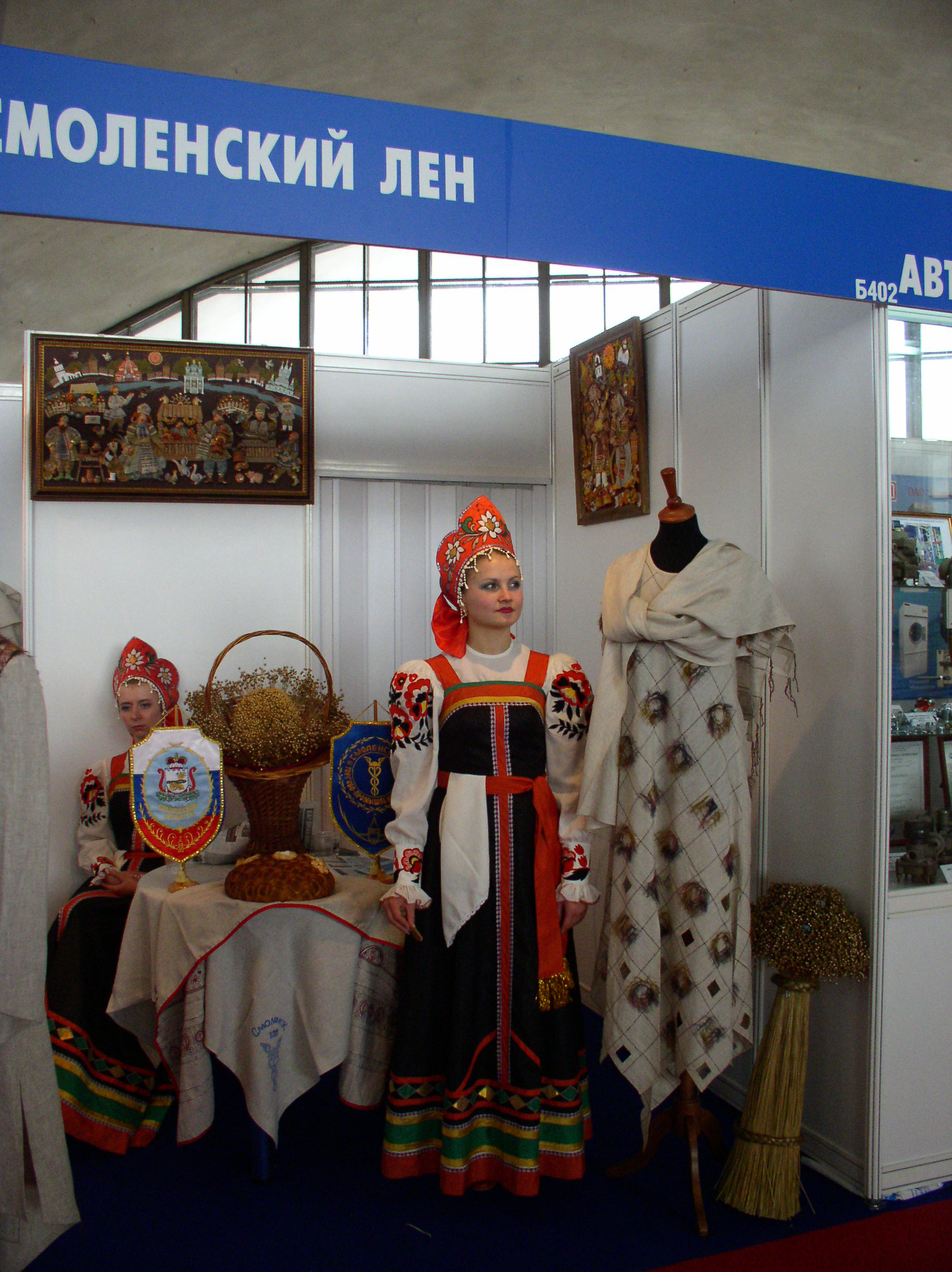
黒いサラファン

サラファン（ロシア語: сарафан）とはロシアの女性がルバシカ（ブラウス）の上に着るジャンパースカートに似た民族衣装である。伝統的なものは、現在はもっぱら伝統・民族芸能などの衣装として用いられる。
ロシア北部を中心に着用された。南部ロシアではルバシカに、パニョーバと呼ばれる巻きスカートやユープカというスカートを着用する。

## 概要
刺繍を施した亜麻のブラウスの上に重ねて着る、肩ひもの付いたワンピースドレス。
15世紀～16世紀には、既に老若問わず広く一般の農民の女性に着られていた。なお、ピョートル大帝による服装令が発布される以前には、貴族階級も着用していた。
野良着としてはシンプルなチュニックスカートで脛丈であったが、晴れ着としては踝丈に仕立てて刺繍などの装飾を緻密に施す。
もともとは麻やウールで作られ、花嫁がまとう赤のほか黒などの単色で地味なものが多かった。一方で、晴れ着としては金襴やダマスク織、ビロードなどで作られ、金糸刺繍を施す豪華な物もある。
地域によって仕立てに違いがあり、長方形の布を5・6枚縦に矧ぎ合わせて筒型に縫い、上部にギャザーを寄せて肩に吊り紐を2本縫いつける簡単な仕立てのものが原型に近い形と思われる。これは上部にギャザーを寄せる関係で刺繍などの装飾も少ない簡素なもので、単色の他、小花柄などのプリント地で作られることが多い。
他に、
- 二枚の布を正面と背面に配したチュニックワンピースの脇に数枚の三角形の襠を入れて裾を広げたもの。首回りに刺繍を施すことが多い。日本でサラファンとして紹介されるものの多くがこの仕立てである。
- 前後二枚ずつの布を正面と背面に配し、正面を裾までボタン掛けにして、脇に三角の襠を入れて裾を広げたもの。首回りや前開き周辺に刺繍などで華やかな装飾を施すことが多い。
- ボディスとスカートを接いで仕立てるボディススカート型のボディスサラファン。

などが存在する。
基本的に仕立てはゆるやかで、腰はベルトや紐で締める。特に晴れ着や踊りの衣装には美しい飾り帯を締める。